# 稲田法子
稲田 法子（いなだのりこ、1978年7月27日）は、埼玉県草加市出身の元競泳選手。船橋市立船橋高等学校、早稲田大学卒業。セントラルスポーツ研究所に所属している。2003年世界水泳選手権50m背泳ぎ銅メダリスト。

## 経歴
喘息だったことから水泳を始めた。
草加市立草加中学校2年生だった1992年にバルセロナオリンピックに出場、岩崎恭子、春名美佳と並んで中学生トリオとして話題となった。100m背泳ぎ12位、200m背泳ぎ15位だった。
1995年のパンパシフィック水泳選手権では100m背泳ぎで優勝した。
1996年のアトランタオリンピックは国内選考で敗れて出場できなかった。3歳年上の黒鳥文絵の影響により早稲田大学へ進学した。1997年のユニバーシアード100m背泳ぎで優勝した。1,2年次には目標もなく続けていたが、中央大学へ進学した中村真衣、源純夏らが記録を伸ばしたことから刺激を受けた。1999年にはユニバーシアードに出場している。
2000年、シドニーオリンピックに出場、100m背泳ぎで5位入賞を果たした。
シドニーオリンピック終了後いったん競技から遠ざかったが、2001年の世界水泳選手権福岡大会をテレビで見て再び泳ぎたいと復帰を決意、2002年4月の日本短水路選手権で復帰、100m背泳ぎで優勝した。
2003年、第10回世界水泳選手権に出場、50m背泳ぎで28秒62の日本新記録を出して銅メダルを獲得した。
2004年、アテネオリンピックに出場、100m背泳ぎでは準決勝で敗退、11位となった。この大会を最後に引退し指導者となり、アリゾナ州でコーチ学を学んだ。
2010年4月、日本選手権水泳競技大会で現役に復帰し4位となった。同年9月のゆめ半島国体では100m背泳ぎで3位となった。
2012年4月4日の日本選手権では1分00秒57で3位となり、ロンドンオリンピック出場権を逃した。
2015年4月5日、36歳で出場した日本選手権女子50ｍ背泳ぎで優勝。9日の100ｍでは2位に入った。

## 主な実績
- 1992年日本選手権　100m背泳ぎ2位
- 1992年バルセロナオリンピック[15]　100m背泳ぎB決勝4位　200m背泳ぎB決勝7位
- 1993年日本選手権　100m背泳ぎ3位
- 1994年日本選手権　100m背泳ぎ2位
- 1995年日本選手権　100m背泳ぎ2位　200m背泳ぎ4位
- 1995年パンパシフィック水泳選手権[15]　100m背泳ぎ優勝　200m背泳ぎ2位　400mメドレーリレー3位
- 1996年日本選手権　100m背泳ぎ3位　200m背泳ぎ4位
- 1997年日本選手権　100m背泳ぎ2位　200m背泳ぎ5位
- 1997年パンパシフィック水泳選手権[15]　100m背泳ぎ6位　200m背泳ぎ5位
- 1998年日本選手権　100m背泳ぎ5位
- 1998年世界水泳選手権[15]　100m背泳ぎ7位
- 1999年日本選手権　100m背泳ぎ2位　200m背泳ぎ4位
- 1999年パンパシフィック水泳選手権[15]　100m背泳ぎ4位
- 2000年日本選手権　100m背泳ぎ2位　200m背泳ぎ5位
- 2000年シドニーオリンピック[15]　100m背泳ぎ5位
- 2002年日本選手権　50m背泳ぎ優勝　100m背泳ぎ2位　200m背泳ぎ7位
- 2002年パンパシフィック水泳選手権[15]　100m背泳ぎ4位　400mメドレーリレー4位
- 2003年日本選手権　50m背泳ぎ2位　100m背泳ぎ3位
- 2003年世界水泳選手権[15]　50m背泳ぎ3位
- 2004年日本選手権　50m背泳ぎ優勝　100m背泳ぎ2位
- 2004年アテネオリンピック[15]　100m背泳ぎ準決勝敗退
- 2010年日本選手権　50m背泳ぎ4位　100m背泳ぎ4位
- 2011年日本選手権　50m背泳ぎ3位[15]
- 2012年日本選手権　100m背泳ぎ3位[15]
- 2013年日本選手権[15]　50m背泳ぎ3位　100m背泳ぎ6位
- 2014年日本選手権　50m背泳ぎ2位[15]
- 2015年日本選手権[15]　50m背泳ぎ優勝　100m背泳ぎ2位
- 2016年日本選手権　100m背泳ぎ8位[15]
- 2017年日本選手権　50m背泳ぎ4位[15]